# Слобода-Межирівська
Слобода-Межирівська — село в Україні, у Северинівській сільській громаді Жмеринського району Вінницької області.

## Природа
Село розташувалося вздовж річки Думка, на заході по правому схилу від лісу «Косовець», на схід до вапнякового заводу (Бутвини). На лівому березі за греблею стоять господарські будови місцевого сільськогосподарського підприємства.

## Історія села Слобода-Межирівська
Михайло Грушевський вважає, що виникнення села Слободи-Межирівської пов'язано з історією Барського старостатства, а її початок — середина XVI ст. Межа проходила по річці Рів і Мурафа. 8 метою обкладання населення повинностями землі поділили на воєводства-старостатства. В ту пору населення страждало від нападів татар, які по Кучманському шляху просувались по Поділлю. Село Головченці зазнало 5 спустошливих нападів кримських татар. Під час набігу 1567 року його спалили, молодь забрали в рабство, на все село вціліло лише 5 хат. Слобода-Межирівська розміщувалась на північному березі за річкою Ровець (Думка) на полях «Заньч», «Червона», «Вила», «Могилка».
Відстань їх від села Головченець менше 3 км. Чи не могли розвідники-кримчаки виявити і це поселення, не пограбувавши його? Події того часу міцно вкарбувались в народну пам'ять, хоч пройшло багато літ. Спустошення сіл Межирова і Слободи татарами змусило слобожан переселитися через річку на південні схили і заснувати нове поселення, використавши лісову місцевість та водну перешкоду. Всі села, що отримували тимчасове звільнення від панщини, називалися «Слободами». Сюди відносились новозасновані, або ті, що зазнали розорення від татар. Вони цим правом користувалися від 3 до 10 років після нападу і спустошення, поки їх не перевели до тяглових селян. Назва «Могилка» пішла не від слова могила (місце поховання), а від того, що всі штучні підвищення землі (кургани, насипи, поховання) називають могилами. Місцеві топоніми: «Вила», «Червона», певно, пов'язані з таким: «Червона» — зустрічаються відклади червоної глини. Можливо, від пролитої крові після нападу; «Вила» — селянська оборонна зброя. Земельний насип «Могилка» міг служити спостережним пунктом за рухом до села. «Заньч» поєднання лісу із струмковою водою, що стікає з чистих джерел. З покоління в покоління передавались прізвища тих, хто вдруге заснував село: Мельники, Ковалі, Коберські, Хроновські. Вони розкорчовували ліс, освоювали землю. З того часу дійшли назви окремих ділянок: «Зруб», «За дільниці», «Крива». Село було адміністративно підпорядковано Барському замку. Барський староста дарував землі шляхті. Документи на право володіння підписував польський король. Щоб уникнути дроблення землі, після смерті того, хто її першим отримав, наділ переходив в спадок старшому сину. При такій системі землекористування легше було обкласти село повинностями і зборами на користь землевласника. У період ранньої колонізації нашого краю і роздачі земель шляхті не знайдено документа на Слободецький Осад, хоча село в цей період існувало і підпорядковувалось Межирівській волості. Звідси й пішла назва Слобода-Межирівська. Волость належала Барському старостатству. За люстрацією (переписом) 1615 р. воно обкладалося повинностями на користь Барського замку. Назва Слобода збереглася назавжди, а жителі відбували панщину. Проти непомірних поборів і остаточного закріпачення виникла народно-визвольна війна 1648—1654 рр. Після Переяславської Ради село до весни 1672 р. залишалося під владою Польщі спадок старшому сину.
При такій системі землекористування легше було обкласти село повинностями і зборами на користь землевласника.

## Населення

### Мова
Розподіл населення за рідною мовою за даними перепису 2001 року:
| Мова       | Відсоток |
| ---------- | -------- |
| українська | 98,28%   |
| російська  | 1,72%    |

## Про розвиток капіталізму на селі
Його можна простежити по Слободі-Межирівска. Добрі прибутки мали власники млинів. Дешева енергія води, яку потрібно було лише підгатити і пустити по лотоку (жолобу) не велике дерев'яне колесо. Воно рухало жорна, а ті мололи зерно. Мельник за помел брав «мірчук» — дерев'яну боденьку, яку засипали зерном, що мололи, або платили грішми. Протягом усього року гудів млин і сипались з мірчука гроші. Два млини мало село, біля «Страхівки». Від нього залишилась лише частина греблі. За нею збереглася яма — безодня. З-під вапнякової гори б'ють джерела, що не замерзають у найлютіші морози. Вгору за течією р. Думки стоїть діючий млин, збудований в кінці XVIII ст. У 1888 р. у Слободі-Межирівській пан Соколовський збудував спиртовий завод. Для нього було завезено на той час найновіше обладнання, краще, ніж стояло на спиртовому заводі в с. Мартинівки у князя Мещерського. Вода насосами подавались з глибинної криниці, обмурованої цеглою, на завод. Завод мав добротний господарський двір. Управляв усім економ Яновський.
Пан у селі не проживав. Для обробітку площ цукрового буряка, що йшов на виробництво цукру, а меляса (патока) — на виробництво спирту, використовували найману працю селян свого і сусідніх сіл: Лопатинець, Куриловець, Дубової. За світловий день платили по двадцять копійок. На полях іншого пана Римсько-Коросака (австрійця) працювали не тільки місцеві люди, а й приїжджі з Польщі, зокрема, Кракова — їх називали кракузи. Під час будівництва залізниці Жмеринка- Підволочиськ 1871 р. на земляних роботах за наймом працювали люди з оточуючих сіл: землекопи, візники кінних грабарок. Розвиток цукроварної спиртової промисловості збільшив зростання класу найманих робітників. Введення в експлуатацію станції Сербинівці у 1873 р. сприяло зростанню чисельності працівників залізниці: шляхообхідники дороги, переїзні сторожі, стрілочники, чергові по станції, касири, сигнальники, вантажники. Для цукрових заводів потрібно було вапно, яке випалювали з каменя — ракушнику. Добували його у штольнях під землею, возили і продавали заготівельникам, а ті залізницею відправляли на цукрові заводи.
У східній частині села з вогнетривкої цегли були вимурувані дві вапно-випалювальні печі великих розмірів. Вони працювали у безперервному циклі цілодобово і цілорічно. На вапняковому заводі працювало 50 робітників. Спочатку печі діяли на дерев'яному вугіллі, пізніше — на кам'яному. Вапняковий завод мав великі прибутки. Сільськогосподарська продукція крім власного споживання для сім'ї йшла на ринок.
Через продаж вовни та овечої шкури селяни займалися чинбарством, вичинкою шкіри, пошиттям кожухів, ткацтвом сукна, килимів, ряден, доріжок із шерсті. Частину їх возили у продаж до Межирова на ярмарок. Вівці тримали у кожному дворі. У період розвитку капіталізму для сіл, що розташовані поблизу містечка Межирів, неабияку роль відіграв його ярмарок. Перекупники коней, великої рогатої худоби, свиней їздили підводою або ходили пішки до сіл Вівсяники, Лука Барська, Дубова, де скуповували на ринку худобу, свиней. У цих віддалених селах вона була дешева і користувалася меншим попитом. Приганяли худобу в своє село, дві-три доби перетримували її, а в ярмаркові дні у Межирові продавали, маючи на цьому добрий прибуток. У народі їх називали «фаринниками», тобто людьми, які вміли з торгівлі мати гроші. Селяни продавали домашню продукцію. Йшов обмін товаро-гроші.
За гроші купували упряж для коней, взуття і одяг для себе. Залізниця, місцеві спиртовий та вапно-випалювальний заводи сприяли товаро-грошовому обміну селян з городянами Жмеринки та інших населених пунктів. Хто не мав чим торгувати і не володів виробництвом, сам ставав робочим товаром на виробництвах. Все владніше на людські відносини стали впливати гроші. Через них визначалося місце людини в суспільстві, її ставлення до нього і навпаки. У гонитві за прибутком власники намагалися витягнути з найманого побільше добротної продукції з якомога дешевшою оплатою, що викликало справедливе обурення. Врешті це призвело до протиставлення між працею і капіталом.

## Церква
Довго село, не маючи свого храму, обходилось молитовною каплицею, що знаходилась на сільському кладовищі. Лише в 1744 р. збудували дерев'яну триярусну церкву. Вона служила прихожанам 150 років. У 1894 р. пройшло перше богослужіння у новозбудованому храмі. Він, як і перший, був дерев'яний, однокупольний, покладений у зруб, мав дзвіницю. У 1936 р., коли масово руйнувалися храми, з нього були зняті хрести і купол, зруйновано дзвіницю. Приміщення використовували під сільський клуб. У 1941 р. її знову відновили. У 1959 р. знову закрили, а приміщення стали використовувати під сільський клуб. У 1995 р. після реконструкції приміщення і капітального ремонту воно служить прихожанам як православна церква.

## Школа
Коли будувалась церква, у 1894 р. було збудовано приміщення церковно-приходської школи. До 1945 р. вона діяла як початкова школа, а потім — як неповна середня, являючись єдиним не тільки освітнім, а й культурним центром в селі. У 1976 р. до існуючого приміщення добудували класні кімнати, їдальню. Будівництво велося господарським способом. Організувала і вела його директор школи Ганна Федорівна Мокшина, фінансував Жмеринський відділ народної освіти (завідувач Михайло Петрович Антонюк). У 1998 р. проведено декоративні штукатурні роботи фасаду приміщення з відтіненням окремих ліній пілястр. Кошти на проведення робіт виділило місцеве господарство (голова КСП Микола Олександрович Піяківський). Директор школи Лідія Володимирівна Сосновська організувала ремонтні роботи. Нині приміщення школи — найкрасивіше будова в селі, улюблене місце дітей, гордість односельчан. У школі працюють висококваліфіковані спеціалісти педагогічної справи.
Повагою користуються випускники школи: Ніна Василівна Бадюк (Щерба), закінчила Київський інститут Народного господарства, багато років працювала провідним економістом київського ВО «Електронмаш». Її син, Щерба Олександр Васильович — український дипломат, з 2014 року Посол України в Австрії.
Анатолій Михайлович Чмих теж закінчив той же інститут. При реставрації Київського національного оперного театру ім. Т. Г. Шевченка під його керівництвом проводились відновлювальні роботи.
До відзначення 1500-річчя Києва облаштування Подолу йшло також за його участю. Ще раніше він брав участь у створенні відкритого музею Великої Вітчизняної війни у м. Києві. Після закінчення Вінницького педінституту Володимир Васильович Бадюк працював заступником директора одного з профтехучилищ м. Вінниці. З 2000 року він — заступник начальника управління освіти облдержадміністрації.
Пам'ятає своє село людей та школу і в міру можливостей сприяє їм. Кирилюк Василь Арсентійович закінчив Київський політехнічний інститут. працював заступником директора ВО «Електронмаш». Його невістка Тетяна Силіна — провідна журналістка, начальниця відділу українського тижневика Дзеркало тижня. Україна.
Сільськогосподарське об'єднання — колгосп «Червоний шлях» почав діяти з 1929 року з ініціативи Якима Засаднюка, заможного селянина. Його це не врятувало. Він був розкуркулений і висланий. Чорним крилом вороння був 1932—1933 рік. Від голоду в селі вимерло 200 чоловік. У колгоспі в 1940 р. було 263 селянських двори. Господарство мало 4 рільничих бригади, садівничогородню, тваринницьку, 24 польові ланки, зерновий лан становив 794 гектари землі. Врожаї отримували мізерні — 11 центнерів з 1 га землі.
З війни не повернулося 50 чоловік, стільки ж було вивезено до Німеччини на роботи. У після-воєнний час колективне господарство двічі приєднувалося як бригадне село до інших — спочатку до села Рожепи, пізніше — до колгоспу с. Сербинець. У 1986 р. організувалося самостійне колективне господарство «Мир». Слід відзначити, що за час самостійного господарювання селу більше приділялось уваги. Сербинівське сільське споживче товариство збудувало в селі промисловий і продовольчий магазин. В колгоспі зростали виробничі показники. Але господарство на таких землях залишалося небагатим. Селяни жили в основному з присадибних ділянок та за рахунок ведення домашнього господарства, приторговуючи. Значна частина дорослого населення знаходили собі роботу переважно у Жмеринці на залізниці та на підприємства міста.

## Дорога
Село віддалене від Барської траси на півтора кілометра. Воно — одне з найбагатших на поклади вапнякового каменю. Проте до 1974 р. тут навіть примітивної насипної дороги не було. Профіль існуючої дороги проходить через все село, маючи на своєму шляху три спуски і підйоми. Такий рельєф місцевості сприяє стіканню дощової та снігової води, якщо дорога з твердим покриттям. Тут же була ґрунтова. Трактори, автомашини у дощову весняну і осінню погоду робили з неї глейовий заміс з такими глибокими коліями, що вантажні автомашинами гусеничні трактори. Дорога у водіїв викликала занепокоєння і страх, паралізувала господарську діяльність колгоспу ім. Димитрова села Сербиновець. Два роки на колінах люди мостили дорогу бутовим каменем. У 1976 р. її пустили в експлуатацію.
На той час це була велика благодать для двох сіл: Слободи-Межирівської і Сербиновець. Затрати на будівництво дороги взяв на себе місцевий колгосп, велика заслуга у цьому Федора Васильовича Пужайла. Проїжджаючи тепер після гладенького асфальту Барської траси на цій дорозі водії, звичайно, збавляють швидкість, виявляють невдоволення пасажири, проте служить вона надійно.
12 червня 2020 року, розпорядженням Кабінету Міністрів України № 707-р «Про визначення адміністративних центрів та затвердження територій територіальних громад Вінницької області», село увійшло до складу Северинівської сільської громади.
19 липня 2020 року, в результаті адміністративно-територіальної реформи та ліквідації Жмеринського району (1923-2020), село увійшло до складу новоутвореного Жмеринського району.